# Rendez-Vous (1985)
Rendez-Vous ist ein Film des französischen Drehbuchautors und Regisseurs André Téchiné.

## Handlung
Die junge Nina, die vom Land nach Paris gekommen ist, versucht sich als Schauspielerin und lässt keine Gelegenheit aus, ein Liebesabenteuer einzugehen. Auf der Suche nach einer Wohnung begegnet sie dem schüchternen Paulot. Zwischen ihnen entwickelt sich eine Freundschaft. Paulot will mehr, doch Nina lässt sich auf eine leidenschaftliche Affäre mit Paulots Mitbewohner Quentin ein, einem selbstverliebten Exzentriker, der als Darsteller in Sexshows auftritt. 
Als Quentin unter rätselhaften Umständen tödlich verunglückt, will Nina mehr über den Mann erfahren, in dessen Bann sie immer noch steht. Sie trifft auf den Regisseur Scrutzler, dessen Tochter zu der Zeit, als sie mit Quentin Romeo und Julia spielte, ebenfalls unter mysteriösen Umständen ums Leben gekommen ist.
Nina soll in einer neuen Inszenierung Scrutzlers die Rolle der Julia übernehmen. In der Auseinandersetzung mit der Rolle findet sie neuen Halt, vernachlässigt aber die Freundschaft zu Paulot, der sich schließlich von ihr abwendet.

## Kritik
Das Lexikon des internationalen Films bezeichnete den Film als „[p]sychologisch und philosophisch überladenes Melodram, bedeutungsschwanger im Anspruch, in der Realisierung jedoch platt und wenig überzeugend.“

## Auszeichnungen
Bei den Internationalen Filmfestspielen von Cannes wurde André Téchiné 1985 für Rendez-vous mit dem Preis für die beste Regie ausgezeichnet. Der Film selbst war für die Goldene Palme nominiert. 1986 erhielt Wadeck Stanczak für seine Darstellung des Paulot einen César als bester Nachwuchsdarsteller.